# Megan Lloyd George
Pour les articles homonymes, voir Lloyd et George.
Megan Lloyd George est une femme politique britannique née le 22 avril 1902 à Criccieth et morte le 14 mai 1966 à Pwllheli. Fille du libéral David Lloyd George, elle fait d'abord carrière dans le parti de son père, devenant la première femme élue députée au pays de Galles en 1929. Elle rejoint le Parti travailliste en 1955.

## Biographie
Megan Lloyd George est la benjamine des enfants de David Lloyd George et de sa première épouse Margaret. Elle naît à Criccieth, au nord-ouest du pays de Galles. Elle est élève en 1920 à la City of London School for Girls. Comme son frère aîné Gwilym, elle s'engage en politique au sein du Parti libéral, dont leur père est le leader de 1926 à 1931.
Lors des élections générales de 1929, Megan Lloyd George est élue dans la circonscription d'Anglesey. Dans les années 1930, elle reste fidèle à la ligne radicale suivie par son père et refuse notamment de collaborer avec le gouvernement d'union nationale de Ramsay MacDonald. Elle est systématiquement réélue jusqu'en 1951, année où elle est battue de 595 voix par le candidat travailliste Cledwyn Hughes. Sa défaite lui coûte le poste de leader adjoint du parti, qu'elle occupait depuis 1949.
Elle est présidente de la Women's Liberal Federation de 1936 à 1938 puis de 1945 à 1947.
Durant la Seconde Guerre mondiale, Megan Lloyd George rejoint le groupe Radical Action (en), qui milite contre la trêve conclue entre les grands partis du pays. Elle lutte également en faveur de l'emploi des femmes et de l'égalité des salaires. Ses opinions la poussent à se rapprocher des travaillistes, alors même que le Parti libéral évolue vers la droite. Elle rejoint officiellement le Parti travailliste en avril 1955 et retourne au Parlement deux ans plus tard, lorsqu'elle remporte une élection partielle dans la circonscription de Carmarthen. Elle conserve son siège jusqu'à sa mort, en 1966, des suites d'un cancer du sein.